# Sindrome di West
La sindrome di West è una forma grave di epilessia che colpisce il bambino. Deve il suo nome al medico britannico William James West (1794-1848), che la diagnosticò a sua figlia.

## Epidemiologia
La sindrome di West costituisce oltre la metà delle epilessie che si manifestano nel primo anno di vita e generalmente si presenta tra i 4 e i 7 mesi. Si stima che colpisca circa 1 bambino su 150 000

## Profilo clinico e diagnostico
È caratterizzata da una triade sintomatica con spasmi muscolari in flessione o in estensione, con forte ritardo psicomotorio e con tracciato encefalografico particolare e desincronizzato (grafoelementi lenti ed irritativi, designando l'aspetto del tracciato con il termine di ipsaritmia).
La sindrome si presenta essenzialmente in due forme, una correlata ad altre malattie (genetiche, cromosomopatie - ad esempio la sindrome di Down - malformazioni cerebrali, sclerosi tuberosa), detta perciò "forma sintomatica" nel senso che rappresenta un sintomo di un'altra condizione patologica, e una forma non legata ad altre malattie, detta idiopatica o criptogenetica.
La caratteristica manifesta della malattia è nell'evidenziarsi degli spasmi, i più caratteristici dei quali sono costituiti dal cosiddetto tic di Salaam, cioè da una flessione brusca, spesso della durata di pochi secondi, che assomiglia al saluto musulmano (flessione del capo in avanti). Gli spasmi a volte si presentano isolati, altre volte in sequenza di dieci o più; possono presentarsi anche centinaia di volte in una giornata. Dal punto di vista clinico, gli spasmi sono caratterizzati da una brusca contrazione bilaterale, solitamente di breve durata, che coinvolge gran parte della muscolatura del corpo. Spesso questi spasmi causano nel lattante rigurgito e vomito (data la contrazione dei muscoli addominali), e facilmente possono essere confusi con problemi legati all'apparato gastro-intestinale. Vi può essere inoltre proiezione in avanti degli arti superiori. Talvolta, la malattia si presenta anche con la deviazione degli occhi (in forma isolata o in associazione agli spasmi descritti).

## Terapia e prognosi
È segnalata una mortalità fino al 30%; nei casi non curati, dopo il primo anno di vita la malattia tende ad evolvere verso l'encefalopatia epilettica intrattabile associata a ritardo mentale nel caso della forma sintomatica. Se la sindrome è invece di origine criptogenetica la tempestività della diagnosi e le adeguate cure mediche consentono una risoluzione positiva della malattia, che può scomparire dopo il primo anno di vita.
Attualmente i farmaci principali per la malattia sono il vigabatrin (Sabril) e l'ACTH depot. La malattia può esitare verso la sindrome di Lennox-Gastaut.